# Oldsmobile Cutlass Supreme
O Cutlass Supreme é um sedan de porte médio-grande da Oldsmobile.

## Automobilismo

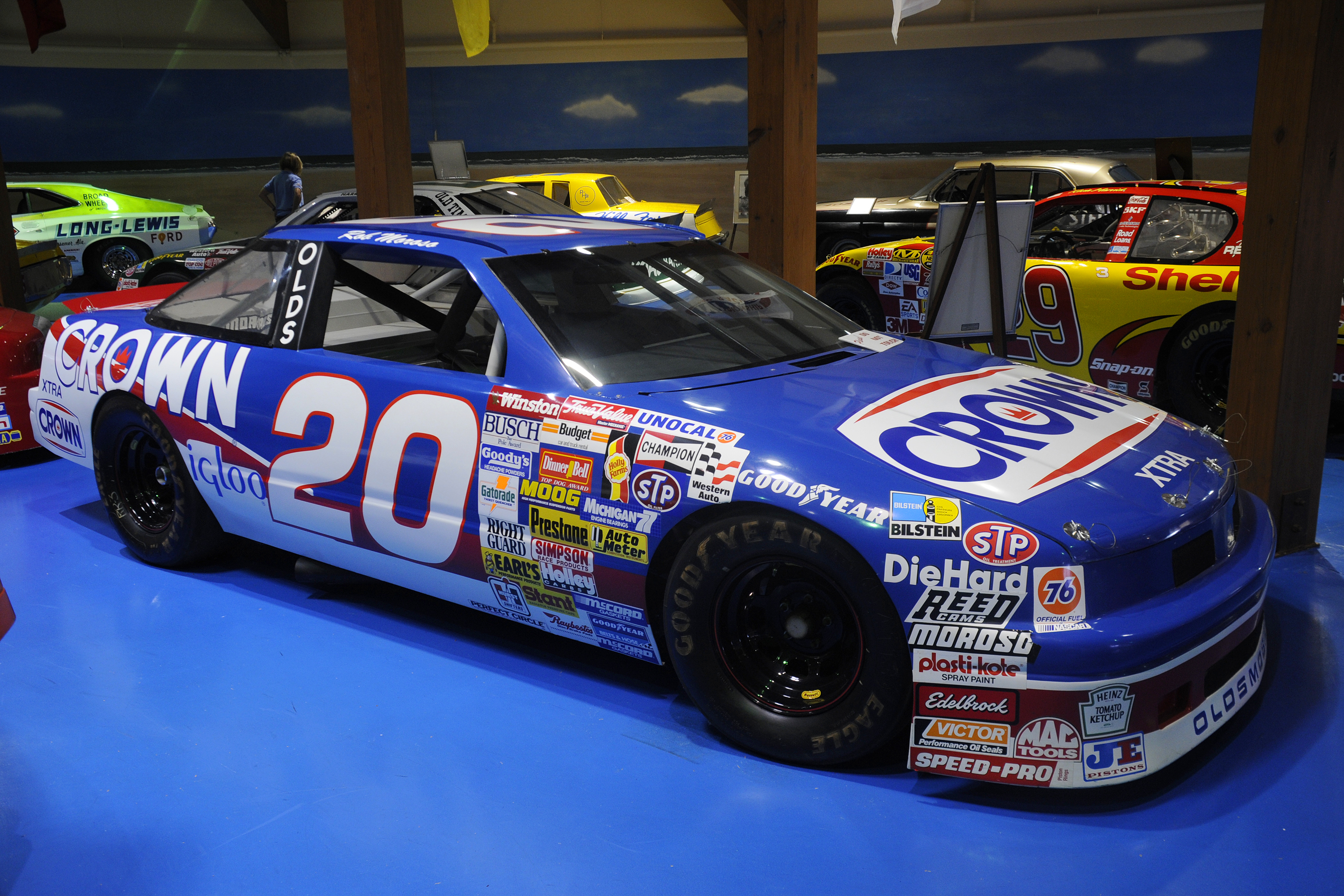
Oldsmobile Cutlass Supreme da NASCAR de 1990.

O Oldsmobile Cutlass Supreme representou a Oldsmobile na NASCAR entre os anos de 1989 a 1992.